# مایدا (داکوتای شمالی)
مایدا (به انگلیسی: Maida) یک منطقهٔ مسکونی در ایالات متحده آمریکا است که در شهرستان کاوالیر، داکوتای شمالی واقع شده‌است. مایدا ۴۷۶٫۱ متر بالاتر از سطح دریا واقع شده‌است.